# 李叔諴
李叔諴（1876年—1927年），浙江温州瑞安人，為清末民國初年浙南名流。

## 生平
李芑，名式夔，字叔諴，浙江瑞安南鄉杏祥村人，清光緒丙申年(1896) 廩生。科舉廢後，專力詩詞書畫與醫術。李氏認為“東甌藥品，本草未入而奇效者頗多，不可無專書記載”。便於 1898 年以近代植物學知識編寫《東甌本草》八卷，圖繪形狀，標誌俗名，將《本草綱目》未收而頗著奇效者，約數百餘種，以便浙南民間應用，開中國科學整理本草之先河，《東甌本草》 在文化大革命時期失軼。李氏精於醫術，察形辨色，洞知病源，應診者盈門，據病制方，被稱神手。貧者求診必親自往視，未嘗以寒暑推辭，並送錢買藥。1912 年飛雲江上游山洪暴發，飛雲江南岸一帶淪為澤國，屍體漂浮水面百餘具。李芑參與救濟，僱人打撈買棺，資助中國紅十字會建百餘座墳埋葬。辛亥革命時，曾與黃紹第、洪炳文、虞廷愷等籌辦鄉團，以安定社會秩序。若逢收成不佳，常開倉賑濟同里貧戶，樂善好施。民國初年，當選為浙江省第一屆省議會議員、瑞安縣參事、縣視學等。另著有《養拙齋詩文集》、《曼陀羅花館詞》、《千金方集解》、《醫書提要》、《本事方衍義》、《醫驗錄》等。